# Свети Атанасий (Омур бей)
Вижте пояснителната страница за други значения на Свети Атанасий.
„Свети Атанасий“ (на гръцки: Αγίου Αθανασίου) е православна църква в сярското село Омур бей (Кастанохори), Егейска Македония, Гърция. Част е от Сярската и Нигритска епархия на Вселенската патриаршия. Църквата е енорийски храм на селото.
Църквата е гробищен храм, разположен в северния край на селото. Изградена е в 1955 година и е осветена от митрополит Константин Серски и Нигритски в 1965 година. В архитектурно отношение е кръстообразен храм без купол и с по-късно добавен притвор. В енорията на храма влизат църквите „Рождество Богородично“ от XVIII век и „Свети Атанасий“, разположени на мястото на Старото село Омур бей в Богданската планина.